# Beni Ammart
Beni Ammart (en árabe: بني عمارت‎, en francés: Bni Ammart) es un municipio marroquí en la región de Tánger-Tetuán-Alhucemas. Desde 1912 hasta 1956 perteneció a la zona norte del Protectorado español de Marruecos.